# جورج ك. هيغينز
جورج ك. هيغينز (بالإنجليزية: George C. Higgins)‏ هو سياسي أمريكي، ولد في 19 نوفمبر 1845 بأورلينس في الولايات المتحدة، وتوفي في 15 أغسطس 1933 في نفس البلد. حزبياً، نشط في الحزب الجمهوري. وقد انتخب عضو مجلس نواب ماساتشوستس.